# Doina Ignat
Doina Ignat (Rădăuți-Prut, 20 dicembre 1968) è un'ex canottiera rumena, vincitrice di sei medaglie, tra cui 4 d'oro, alle Olimpiadi.

## Palmarès
- Olimpiadi

Barcellona 1992: argento nell'8 con.
Atlanta 1996: oro nell'8 con.
Sydney 2000: oro nell'8 con e nel 2 senza.
Atene 2004: oro nell'8 con.
Pechino 2008: bronzo nell'8 con.
- Campionati del mondo di canottaggio

1991 - Vienna: bronzo nel 4 di coppia.
1999 - St. Catharines: oro nell'8 con.
2007 - Monaco di Baviera: argento nell'8 con.
- Campionati europei di canottaggio

2007 - Poznań: oro nell'8 con.
2008 - Maratona: oro nell'8 con.